# 딘 오고먼
딘 오고먼(Dean O'Gorman, 1976년 12월 1일 ~ )은 뉴질랜드의 배우이다. 피터 잭슨 감독의 《호빗 3부작》의 필리 역을 맡았다.

## 출연 작품
- 포크 파이 (2017)
- 트럼보 (2015)
- 호빗: 다섯 군대 전투 (2014)
- 호빗 : 스마우그의 폐허 (2013)
- 호빗 : 뜻밖의 여정 (2012)
- 나이츠 인 더 가든스 오브 스페인 (2010)
- 애니맬리아 (2007)
- 토이 러브 (2002)
- 파스케이프 (1999)
- 쇼틀랜드 스트리트 (1992)